# Moltke Moe

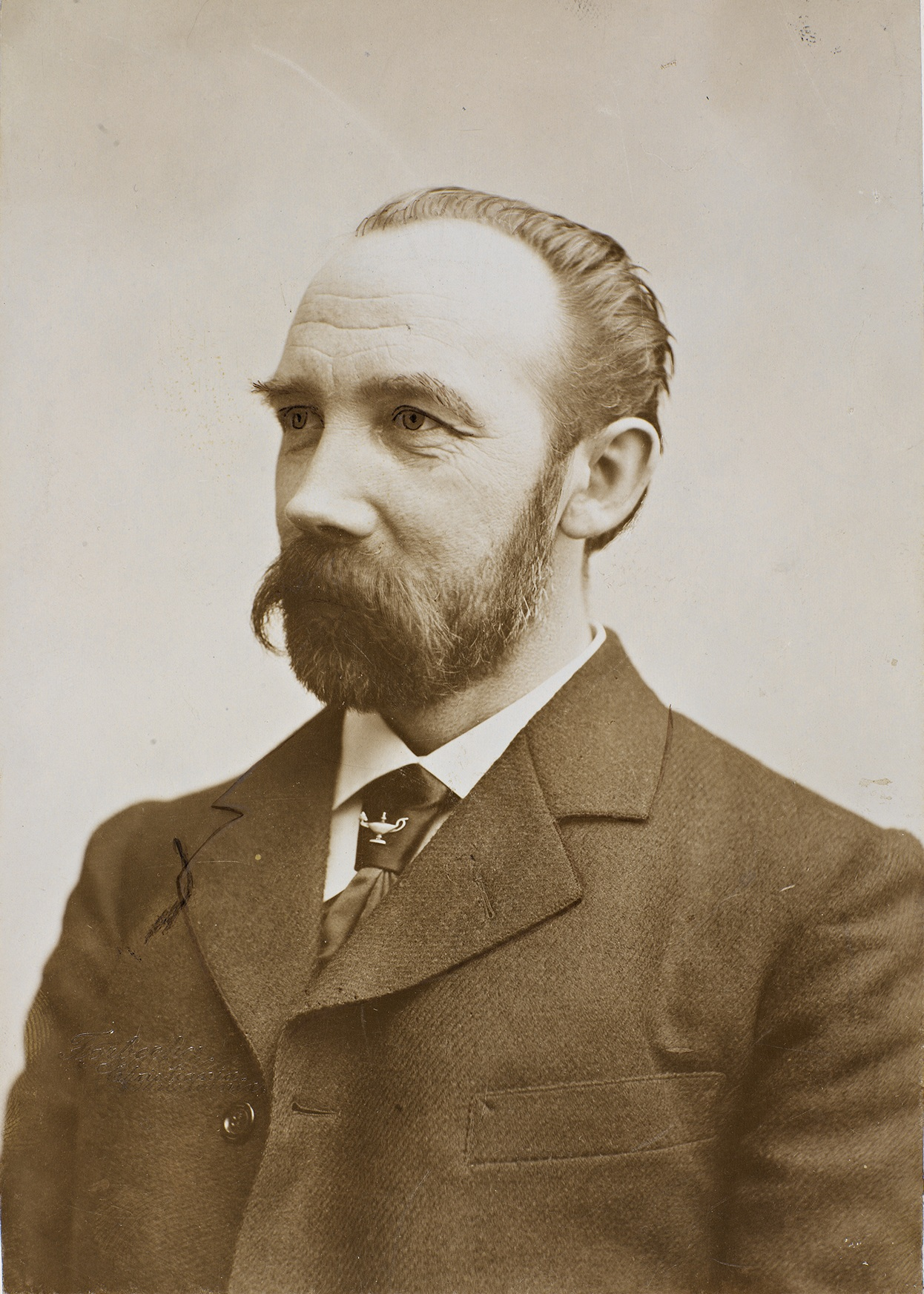
Moltke Moe

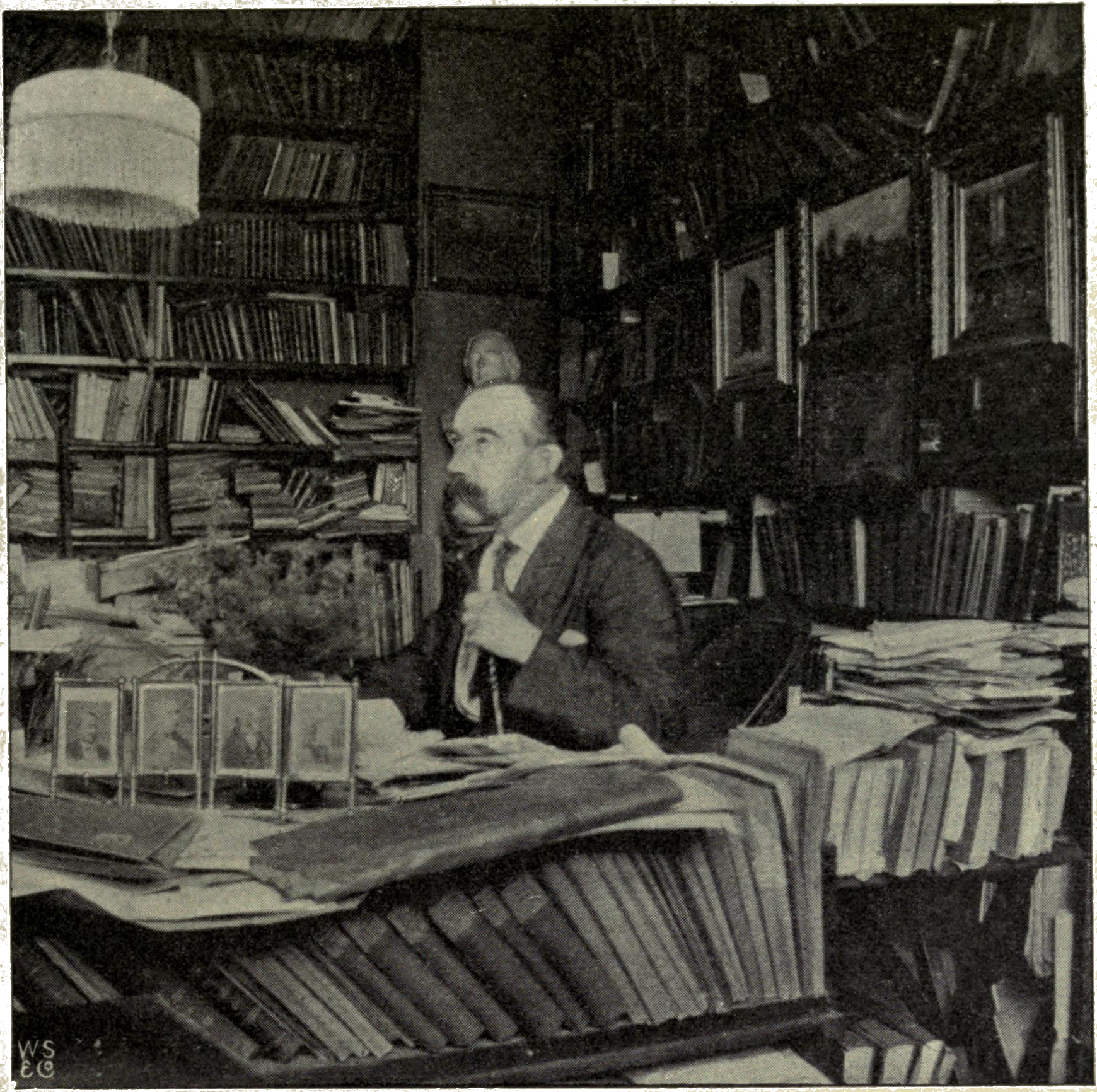
Moltke Moe in seinem Arbeitszimmer 1911

Moltke Moe, auch Ingebret Moltke Moe (* 19. Juni 1859 in Krødsherad; † 15. Dezember 1913 in Kristiania), war ein norwegischer Volkskundler.

## Leben
Seine Eltern waren der Bischof Jørgen Moe (1813–1882) und dessen Frau Johanne Fredrikke Sophie Sørenssen (1833–1913). Er blieb unverheiratet.
Moe wuchs in Krødsherad, Drammen und Vestre Aker bei Christiania auf. Als junger Student war er Mitarbeiter von Peter Christen Asbjørnsen und übernahm nach dessen Tod 1885 die Herausgabe dessen Märchensammlung und der Märchen- und Sagensammlung seines Vaters. Nachdem er 1876 sein Examen artium abgelegt hatte, begann er ein Theologiestudium, wo er sich besonders mit vergleichender Religionsgeschichte befasste. Aber bald interessierte er sich nur noch für Brauchtum und Religionsgeschichte und gab die Theologie auf. Das einzige Examen, das er ablegte, war das Examen philosophicum. Er erhielt alsbald ein Stipendium der Universität für eine lange Forschungsreise nach Telemark, wo er die alten Volkserzählungen sammeln sollte. Mit einem Stipendium des Stortings unternahm er 1882 bis 1886 und von 1889 bis 1891 zwei weitere Forschungsreisen mit reicher Ausbeute. 1886 wurde er Professor für die norwegische Volkssprache mit Vorlesungspflicht für norwegische Traditionen. Er war kein Sprachforscher. Als daher 1899 ein eigener Lehrstuhl für Landsmål eingerichtet wurde, wurde sein Lehrstuhl umbenannt in „Volkstraditionen, mittelalterliche Literatur einschließlich die altnordisch-isländische“. 1889 bis 1900 saß er im Vorstand des Verlages „Det Norske Samlaget“ und in der Redaktion von Syn og Segn.
Große Erwartungen waren an seine wissenschaftliche Arbeit geknüpft. Aber er verfasste nur relativ wenige Arbeiten. Mit der Zunahme seiner Kenntnisse wuchs seine Selbstkritik und das Bestreben, einen Forschungsgegenstand von möglichst vielen Seiten zu beleuchten. Außerdem war er kränklich und in viele Projekte eingebunden, wie zum Beispiel „Det norske Samlaget“, dem Schriftstellerverband, den er mit aufbaute, „Norsk Folkemuseum“, „Rolfsens lesebok“ und die Zeitschrift Norvegia. Ihm fehlte jeglicher wissenschaftliche Ehrgeiz, so dass Arne Garborg vorschlug, einen „Verein zum Schutze Moltke Moes“ zu gründen. Seine Arbeiten waren beim Erscheinen oft bereits überholt. In der Märchenforschung verfolgte er den Zusammenhang mit der Mythologie, später den Kulturtransfer und die Wanderwege der Motive. Hier publizierte er kurze, aber wichtige Artikel über hellenische und norwegische Volkstraditionen, die Wanderung von Märchen und Kommentare zu einzelnen Märchen. Die Einführungen zu Qvigstads und Sandbergs samischen Märchen brachten ihm internationale Anerkennung ein.
In der Volksliedforschung befasste er sich mit grundlegenden Fragen über den Ursprung und der Geschichte der norwegischen Ballade. Aber erst 1912 veröffentlichte er eine kurze Zusammenfassung seiner Theorien in einer Einleitung zu der Schulausgabe Norske folkeviser fra middelalderen die er zusammen mit seinem Schüler Knut Liestøl verfasste. Sein großer Traum einer wissenschaftlichen Ausgabe der norwegischen Balladen wurde nie realisiert. Mit Hilfe von Sophus Bugge gelang ihm die Herausgabe der Thors-Weisen (Torsvisa) mit vollständigem wissenschaftlichem Apparat. Seine Schulausgabe und die Volksausgabe der norwegischen Volkslieder prägten noch Jahrzehnte die Sicht auf diese Literaturgattung. Im Auftrag von Asbjørnsen führte er die Norwegisierung der Märchen- und Sagentexte weiter und machte sie populär. Er beteiligte sich auch an der Debatte um die Rechtschreibung und trieb die Norwegisierung des Riksmål in der Rechtschreibreform von 1907 voran. Seine Vision war, dass Landsmål und Riksmål zu einem Gesamtnorwegisch verschmelzen würden.
Seine große Manuskriptsammlung wurde zusammen mit der seines Vaters und der Sammlung Asbjørnsens zum Grundstock des volkskundlichen Nationalarchivs „Norsk folkeminnesamling“.

## Werke (Auswahl)
- Samlede skrifter. 3 Bd., Herausgegeben von K. Liestøl, Instituttet for sammenlignende kulturforskning. Serie B 1, 6 og 9, 1925–1927.
- Norske fornkvæde og folkevisur (zusammen mit Ivar Mortensson-Egnund) 1877.
- „Hellenske og norske folketraditioner“ in: Nordisk tidskrift. 1879
- Lappiske eventyr og sagn (gesammelt von Qvigstad und Sandberg), 1887
- „Torsvisen i sin norske form“. Herausgegeben mit einer Abhandlung über dessen Entstehung und sein Verhältnis zu anderen skandinavischen Formen (zusammen mit Sophus Bugge), Festskrift til H. Maj. Kong Oscar II ved Regjerings-Jubilæet den 18de September 1897 fra Det kongelige Frederiks Universitet, 1897
- Retskrivning og folkedannelse (1900)
- Norsk og dansk sprogdragt. Retskrivningssakens vei og tempo (1906)
- Folkeminne frå Bøherad, (Hrsg. von K. Liestøl), Norsk folkeminnelags Sonderdrucke 9, 1925
- Folke-eventyr frå Flatdal, (Hrsg. von N. Lid) Norsk folkeminnelags Sonderdrucke 20, 1929